# The Evaporators
The Evaporators är en kanadensisk indierockgrupp ledd av Nardwuar the Human Serviette (eller John Ruskin som han hette tidigare).
Bandet består av, förutom Nardwuar, gitarristen David Carswell, basisten John Collins (känd från bland annat The New Pornographers) och trummisen Scott Livingstone. Lisa Marr från indierockgruppen cub var även med tidigare i bandet.

## Diskografi
Studioalbum
- 1996 – United Empire Loyalists
- 1998 – I Gotta Rash
- 2004 – Ripple Rock
- 2007 – Gassy Jack and Other Tales

EP
- 1992 – Welcome to My Castle
- 2009 – A Wild Pear (The Evaporators / Andrew W.K.)

Singlar
- 1993 – I'm Going to France
- 2001 – Honk the Horn